# 石涧镇 (广宁县)
石涧镇，是中华人民共和国广东省肇庆市广宁县一个已撤销的行政建制镇。
2011年时，下辖2个社区、3个行政村：石涧社区、横迳社区、仁尚里村、沙心村、宜洞村。2012年1月11日，广东省民政厅批复同意撤销石涧镇，将其所辖行政区域划归宾亨镇。